# 스파이웨어
스파이웨어(spyware)는 사용자의 동의 없이 설치되어 컴퓨터의 정보를 수집하고 전송하는 악성 소프트웨어로, 신용 카드와 같은 금융 정보 및 주민등록번호와 같은 신상정보, 암호를 비롯한 각종 정보를 수집한다. 처음에는 미국의 인터넷 전문 광고 회사인 라디에이트가 시작하였으나 그 뒤로 아이디, 암호 등을 알아낼 수 있도록 나쁜 용도로 변형되었다. 국립국어원에서는 스파이웨어를 정보 빼내기 프로그램으로 순화한 바가 있다.

## 역사
스파이웨어라는 용어가 기록된 최초의 사례는 1995년 10월 16일 한 유즈넷 게시물에서 있었으며 마이크로소프트의 비즈니스 모델을 조롱하는 글이었다. 처음에 스파이웨어는 스파이 행위가 목적인 소프트웨어를 의미했다. 그러나 2000년 초에 존 랩스의 설립자 Gregor Freund는 존알람 퍼스널 파이어월에 대해 언론에서 이 용어를 처음 사용하였다.

## 치료 및 예방
스파이웨어가 침입하여 더 악화됨에 따라, 수많은 기술들이 이들을 대항하기 위해 뭉쳐왔다. 이러한 것들은 스파이웨어를 제거하고 예방하도록 고안된 프로그램들로, 여러 사용자가 시스템 위에서 스파이웨어가 설치될 기회를 줄이도록 구성되어 있다.
그럼에도 불구하고, 스파이웨어는 금전적인 문제를 남길 수도 있다. 수많은 스파이웨어는 윈도 컴퓨터를 감염시킬 때, 유일한 치료법은 사용자 데이터를 백업하고 운영 체제를 완전히 다시 설치하는 것이다.

### 안티스파이웨어
많은 프로그래머들과 회사들은 스파이웨어를 제거하고 예방하는 제품들을 공개해 왔다. 라바소프트 어드어웨어 SE와 패트릭 콜라의 스파이봇을 예로 들 수 있다. 최근에 마이크로소프트는 거대한 앤티스파이웨어 소프트웨어를 만들었는데, 윈도우 XP와 윈도우 2003 정품 사용자들은 무료로 내려 받아 사용할 수 있다. 2006년 초에 마이크로소프트는 이 베타 소프트웨어의 이름을 윈도우 디펜더라고 지었으며, 2006년 10월에 무료 다운로드 버전이 공개되었다. 마이크로소프트는 대부분의 최신 윈도에 이 제품을 탑재하여 판매하고 있다.
잘 알려진 다른 안티스파이웨어는 다음과 같다:
- PC Tools's Spyware Doctor
- Sunbelt Software's Counterspy
- Trend Micro's HijackThis
- Webroot Software's Spy Sweeper
- ParetoLogic's Anti-Spyware and XoftSpy SE
- Steve Gibson's Optout
- Lavasoft's Ad-aware

### 가짜 안티스파이웨어
악독한 프로그래머들은 많은 수의 가짜 앤티스파이웨어 프로그램들을 공개했는데 웹 배너 광고를 통해 스파이웨어에 감염되었다는 메시지를 사용자에게 경고로 보여 주며, 스파이웨어를 실제로는 제거하지 않는 프로그램을 내려 받게 한다. 더 심각한 경우, 오히려 스파이웨어를 설치해 버리는 경우도 있다. 이런 프로그램들은 보통 인터넷 익스플로러의 취약점(ActiveX)을 이용해 사용자가 모르는 사이에 설치되는 경우가 많다.

## 같이 보기
- 애드웨어
- 스마트보안관